# .nfo
NFO (zkratka pro info) je souborová přípona používaná pro textové soubory, které obsahují informace nebo metadata. Tyto soubory jsou často spojeny se scénou sdílení softwaru nebo multimédií, ale mohou být využívány i pro obecné textové informace. Vznikla zkratkou z anglického slova info či information. Typ formátu je prostý text.
Soubory s touto příponou obecně obsahují informace týkající se média.

## Charakteristika
- Soubor s příponou .nfo je běžně textový soubor ve formátu ASCII.
- Obsahuje informace, jako jsou popisy programů, autorů, verzí nebo instalace softwaru.
- NFO soubory se často používají v komunitách sdílení souborů pro dodatečné informace o staženém obsahu, jako jsou filmy, hudba, hry či software.

## Historie
- Formát NFO vznikl v 80. letech, kdy byl používán v BBS (Bulletin Board Systems) pro distribuci informací o nahraných souborech.
- Často obsahuje ASCII art, což je umělecká forma založená na textových znacích.

## Použití
Hlavní využití:
- Popis balíčků softwaru (warez scéna, cracky, apod.).
- Dokumentace a metadata u různých souborů.

Běžné textové editory mohou NFO soubory otevírat, ale pro správné zobrazení ASCII artu se doporučuje používat specializované prohlížeče, jako je DAMN NFO Viewer nebo Notepad++.

## Programy pro otevírání
- Notepad (součást Windows) – základní podpora.
- Notepad++ – doporučeno pro pokročilé uživatele.
- DAMN NFO Viewer – speciálně navržený pro NFO soubory.
- Vim nebo Emacs – textové editory pro Linux.

## Specifika ASCII artu
- Texty v NFO souborech často obsahují grafiku vytvořenou pomocí běžných znaků klávesnice.
- Pro správné zobrazení ASCII artu je nutné použít znakovou sadu CP437 nebo podobnou, aby se zobrazovaly správné znaky.

## Podobné souborové formáty
- .txt – Obecné textové soubory bez specifického zaměření.
- .diz – Souborový formát používaný pro popis nahraných souborů na BBS.
- .readme – Soubory obsahující instrukce nebo popis softwaru.

## Zajímavosti
- NFO soubory se staly ikonickými díky jejich spjatosti s warez scénou a komunitami sdílení softwaru.
- Přestože původně vznikly pro informační účely, často obsahují i kreativní umělecké výtvory.